# Melsheim
Melsheim é uma comuna francesa na região administrativa de Grande Leste, no departamento Baixo Reno. Estende-se por uma área de 5,2 km². Em 2010 a comuna tinha 596 habitantes (densidade: 114,6 hab./km²).